# Всебашкирский съезд Советов
Всебашкирский съезд Советов — высший орган государственной власти в Башкирской АССР в 1920—1938 годах.

## История
В начале апреля 1920 года правительство Башкирской АССР — Башкирский военно-революционный комитет (Башревком) начал подготовку к созыву I Всебашкирского съезда Советов, который планировалось провести 20 мая 1920 года. 9 апреля 1920 года при Башревкоме была создана комиссия по разработке Конституции автономной республики для её представления съезду Советов. В состав комиссии вошли А. Валидов, И. Алкин, К. Каспранский, И. Мутин, Р. Петров, Ф. Тухватуллин, Ласточкин, Гест. Комиссия разработала положения «О Совете народных комиссаров БССР», «О Всебашкирском центральном исполнительном комитете», «О Всебашкирском съезде Советов рабочих, крестьянских, красноармейских и казачьих депутатов», «О представительствах Башкирской Советской Социалистической Республики», «Об управлении делами Совета народных комиссаров БССР». Эти положения предусматривали устройство парламентской республики со своим правительством в лице СНК Башкирской АССР, который был ответственным перед представительным органом — Башкирским Центральным Исполнительным Комитетом и съездом Советов депутатов. Однако комиссия по разработке Конституции Башкирской АССР не смогла довести до конца порученное дело, так как её председатель Валидов 28 апреля был вызван в Москву, а центральные власти взяли под свой контроль дело определения конституционно-правовых норм взаимоотношений федеральных властей с Башкирской АССР. В мае во ВЦИК работала комиссия, которая разрабатывала Положение о внутреннем устройстве Башкирской АССР. 19 мая 1920 года ВЦИК и СНК РСФСР подписали декрет «Об отношениях Автономной Советской Башкирской Республики к Российской Советской Республике», который в «Известиях ВЦИК» был назван постановлением «О государственном устройстве Автономной Советской Башкирской Республики».
Принятие этого декрета вызвало протесты со стороны Башревкома и башкирского населения, однако центральные власти на это никак не реагировали. К июню 1920 года положение Башревкома стало критическим, к этому времени фактически всеми делами автономной республики начал руководить партийный орган — Башобком РКП(б), в котором находились противники самоопределения наций. В результате члены Башревкома 1-го состава ушли в отставку. В новый состав Башревкома вошли недавние участники Январского конфликта из сторонников противников национальной автономии. В этой обстановке началась новая подготовка к созыву съезда Советов автономной республики. В результате из 103 делегатов только 27 человек (26 %) являлись башкирами, при том их доля по республике достигала 60nbsp;% (по переписи 1920 года, без учёта населения Бурзян-Тангауровского и Тамьян-Катайского кантонов — где вспыхнули восстания башкир). 25—28 июля 1920 года в Стерлитамаке состоялся I Всебашкирский съезда Советов, где было принято решение о ликвидации Башревкома и передаче его полномочий Башкирскому Центральному Исполнительному Комитету (БЦИК) и Совету Народных Комиссаров Башкирской АССР (СНК БАССР).
В июле 1921 года на II Всебашкирском съезде Советов Башкирскому Центральному Исполнительному Комитету было поручено возбудить ходатайство перед ВЦИК РСФСР о пересмотре его декрета от 19 мая 1920 года «О государственном устройстве Автономной Советской Башкирской Республики». На съезде был принят проект резолюции «О государственном устройстве Башкирской АССР», а башкирский язык наравне с русским был признан государственным и было принято решение об обязательном его изучении во всех учебных и военно-учебных заведениях Башкирской АССР.
27 марта 1925 года на V Всебашкирском съезде Советов была принята первая Конституция Башкирской АССР. В честь 10-летия образования Башкирской АССР, VII Всебашкирский съезд Советов назван юбилейным.
Всего состоялось десять Всебашкирских съездов Советов. Последний X Всебашкирский съезд Советов прошёл в Уфе 20—23 июня 1937 года. На этом съезде была принята вторая Конституция Башкирской АССР, согласно которой новым центральным органом власти автономной республики был определён Верховный Совет Башкирской АССР. Выборы в Верховный Совет состоялись 26 июня 1938 года.

## Всебашкирские съезды Советов
| №                                         | Дата                                        | Количество делегатов | Повестка съезда |
| ----------------------------------------- | ------------------------------------------- | -------------------- | --- |
| I Всебашкирский съезд Советов             | 25 — 28 июля 1920 года                      | 103                  | 1.Доклад пятёрки по созыву съезда. 2.Доклад по текущему моменту. 3.Доклад Башвоенревкома. 4.Доклады комиссариатов: ::1)Продовольственного, ::2)Земельного, ::3)Совнархоза, ::4)«Башкиропомощи», ::5)Внутренних дел, ::6)БашЧК, ::7)Рабоче-крестьянской инспекции. 5.О резиденции Башкирского правительства. 6.О выборах на Всероссийский съезд Советов. 7.О выборах БашЦИК. 8.Текущие дела. |
| II Всебашкирский съезд Советов            | 1 — 4 июля 1921 года                        | 197                  | 1.Международное и внутреннее положение РСФСР. 2.Задачи советского строительства в Башкирской АССР. 3.Доклад БашЦИКа, Совнаркома. 4.Доклады наркоматов: ::1)Башсовнархоза, ::2)Башнаркомпрода, ::3)Башнаркомзема, ::4)«Башнаркомпроса. 5.О государственном строительстве Башкирской ССР. 6.О борьбе с бандитизмом. 7.Выборы БашЦИК. 8.Текущие дела. |
| III Всебашкирский съезд Советов           | 12 — 16 декабря 1922 года                   | 141                  | 1.Международное и внутреннее положение РСФСР. 2.Доклад БашЦИКа. 3.Доклад Башсовнаркома. 4.Доклад Башнаркомфина. 5.Доклад Башнаркомпроса. 5.Доклад Башобкомпомгола. 7.Доклад Башнаркомзема. 8.Доклад Башнаркомюста. 9.Выборы БашЦИК. 10.Доклад тов. Смидович о деятельности ВЦИК IX созыва и о предстоящем X Всероссийском съезде Советов. |
| IV Всебашкирский съезд Советов            | 3—6 декабря 1923 года                       | 119                  | 1.Международное и внутреннее положение СССР. 2.Отчёт Правительства Башкирской АССР. 3.Доклад Башнаркомфина: налоговая политика СССР и местный ориентировочный бюджет на 1923—1924 годы. 4.Единый сельхозналог. 5.Доклад Башнаркомзема: ::а) о землеустройстве Башкирской АССР, ::б) о землеустройстве. 6.Доклад Башнаркомпроса. 5.Доклад Башобкомпомгола. 7.Выборы БашЦИКа. 8.Выборы делегатов на XI Всероссийский съезд Советов.                                                                                        |
| V Всебашкирский съезд Советов             | 21—27 марта 1925 года                       | 225                  | 1.Международное и внутреннее положение СССР. 2.Отчёт Правительства Башкирской АССР. 3.Доклад Башнаркомзема о достижениях истёкшего операционного года и план мероприятий. 4.Доклад Башнаркомпроса о состоянии народного образования республики. 5.Доклад Башнаркомфина о бюджете Башкирской АССР. 6.Рассмотрение проекта Конституции Башкирской АССР. 7.Доклад правления Баймак-Таналыкского горного треста. 8.О низовом советском аппарате. 9.Выборы членов БашЦИК. 10.Выборы делегатов на Всероссийский съезд Советов. |
| VI Всебашкирский съезд Советов            | 15—26 марта 1927 года                       | 295                  | 1.Международное и внутреннее положение СССР. 2.Отчёт Правительства Башкирской АССР. 3.Доклад Башнаркомпроса о проекте всеобщего обучения. 4.Бюджет и налоговая политика (доклад Башнаркомфина). |
| VII юбилейный Всебашкирский съезд Советов | 16—25 марта 1929 года                       | 225                  | 1.Отчёт Правительства РСФСР. 2.Отчёт Правительства Башкирской АССР. 3.О хлебозаготовках 1928—1929 годах. 4.Конкретные мероприятия по поднятию сельского хозяйства БАССР. Содоклад о состоянии сельскохозяйственной кооперации. 5.Исполнение бюджета за 1927—1928 годы. Утверждение бюджета на 1928—1929 годы. Налоговая политика и практика. 6.Состояние народного образования в Башкирской АССР. 7.Выборы. |
| VIII Всебашкирский съезд Советов          | 13—20 февраля 1931 года                     | 335                  | 1.Отчёт Правительства РСФСР. 2.Отчёт Правительства Башкирской АССР. 3.О пятилетнем плане развития народного хозяйства БАССР. 4.Выборы Правительства БАССР и делегатов на Съезд Советов РСФСР. |
| IX Всебашкирский съезд Советов            | 3—9 января 1935 года                        | 381                  | 1.Отчёт Правительства РСФСР и Правительства Башкирской АССР. 2.О завершении коллективизации и механизации сельского хозяйства. 3.Вопросы деятельности наркомата просвещения по всеобщему начальному образованию. |
| X Всебашкирский съезд Советов             | 12—15 ноября 1936 года 20—23 июня 1937 года | 542                  | 1.Утверждение проекта новой Конституции СССР. 2.Доклад Совнаркома Башкирской АССР. 3.Избрание делегатов на VIII Всесоюзный съезд Советов и на XVII Всероссийский съезд Советов. 4.Организационный вопрос. 5.Утверждение Конституции Башкирской АССР. |